# Clasificación de Conmebol para la Copa Mundial de Fútbol de 1974
Para la Copa Mundial de Fútbol de 1974 de Alemania Federal, la Conmebol disponía de 3,5 plazas de las 16 totales del Mundial. Una plaza estaba asignada directamente para Brasil, por ser el actual campeón de la competición. Venezuela no participó del proceso por estar inhabilitada por la FIFA, por lo que un total de 8 selecciones se disputaron 2,5 plazas.
Los nueve equipos se repartieron en tres grupos formados con tres equipos cada uno. El primer clasificado de cada grupo se clasificaba automáticamente para el Mundial, a excepción del ganador del grupo 3, que debía jugar antes un repechaje con un representante de la zona UEFA. Si dos equipos empataban a puntos, se desempataba teniendo en cuenta la diferencia de goles acumulada y, en caso de persistir el empate, ambos equipos deberían jugar un partido en campo neutral, para decidir el que se obtenía la clasificación finalmente.
En negrita aparecen los equipos clasificados y en cursiva los que disputaron un partido de desempate.

## Grupo 1
| Equipo   | Ptos. | PJ | PG | PE | PP | GF | GC | Dif. |
| -------- | ----- | -- | -- | -- | -- | -- | -- | ---- |
| Uruguay  | 5     | 4  | 2  | 1  | 1  | 6  | 2  | +4   |
| Colombia | 5     | 4  | 1  | 3  | 0  | 3  | 2  | +1   |
| Ecuador  | 2     | 4  | 0  | 2  | 2  | 3  | 8  | –5   |

| 21-6-1973 | Colombia  | 1-1 | Ecuador   | El Campín, Bogotá                                        |                                                          |
|           | Ortiz 44' |     | Muñoz 72' | Asistencia: 45 000 espectadores Árbitro(s): César Orozco | Asistencia: 45 000 espectadores Árbitro(s): César Orozco |

| 24-6-1973 | Colombia | 0-0 | Uruguay | El Campín, Bogotá                                            |  |
|           |          |     |         | Asistencia: 60 000 espectadores Árbitro(s): Duval Goicoechea |  |

| 28-6-1973 | Ecuador          | 1-1 | Colombia  | Modelo, Guayaquil                                          |                                                            |
|           | Muñoz 29' (pen.) |     | Ortiz 50' | Asistencia: 50 000 espectadores Árbitro(s): Luis Pestarino | Asistencia: 50 000 espectadores Árbitro(s): Luis Pestarino |

| 1-7-1973 | Ecuador       | 1-2 | Uruguay                  | Atahualpa, Quito                                        |                                                         |
|          | Estupiñán 35' |     | Cubilla 41' · Morena 74' | Asistencia: 43 000 espectadores Árbitro(s): Arppi Filho | Asistencia: 43 000 espectadores Árbitro(s): Arppi Filho |

| 5-7-1973 | Uruguay | 0-1 | Colombia  | Centenario, Montevideo                               |                                                      |
|          |         |     | Ortiz 71' | Asistencia: 40 000 espectadores Árbitro(s): González | Asistencia: 40 000 espectadores Árbitro(s): González |

| 8-7-1973 | Uruguay                                 | 4-0 | Ecuador | Centenario, Montevideo                             |                                                    |
|          | Morena 4' 27' · Cubilla 30' · Milar 62' |     |         | Asistencia: 33 033 espectadores Árbitro(s): Canete | Asistencia: 33 033 espectadores Árbitro(s): Canete |

## Grupo 2
| Equipo    | Ptos. | PJ | PG | PE | PP | GF | GC | Dif. |
| --------- | ----- | -- | -- | -- | -- | -- | -- | ---- |
| Argentina | 7     | 4  | 3  | 1  | 0  | 9  | 2  | 7    |
| Paraguay  | 5     | 4  | 2  | 1  | 1  | 8  | 5  | 3    |
| Bolivia   | 0     | 4  | 0  | 0  | 4  | 1  | 11 | –10  |

| 2-9-1973 | Bolivia     | 1-2 | Paraguay                  | Hernando Siles, La Paz                                     |                                                            |
|          | Morales 30' |     | Escobar 41' · Insfran 74' | Asistencia: 30 000 espectadores Árbitro(s): Eduardo Rendón | Asistencia: 30 000 espectadores Árbitro(s): Eduardo Rendón |

| 9-9-1973 | Argentina                        | 4-0 | Bolivia | La Bombonera, Buenos Aires                                                |                                                                           |
|          | Brindisi 30' 43' · Ayala 66' 75' |     |         | Asistencia: 60 000 espectadores Árbitro(s): Ángel Pazos Bianchi (Uruguay) | Asistencia: 60 000 espectadores Árbitro(s): Ángel Pazos Bianchi (Uruguay) |

| 16-9-1973 | Paraguay  | 1-1 | Argentina | Defensores del Chaco, Asunción                           |                                                          |
|           | Arrúa 41' |     | Ayala 33' | Asistencia: 30 000 espectadores Árbitro(s): Omar Delgado | Asistencia: 30 000 espectadores Árbitro(s): Omar Delgado |

| 23-9-1973 | Bolivia | 0-1 | Argentina   | Hernando Siles, La Paz                             |                                                    |
|           |         |     | Fornari 17' | Asistencia: 30 000 espectadores Árbitro(s): Coelho | Asistencia: 30 000 espectadores Árbitro(s): Coelho |

| 30-9-1973 | Paraguay                                           | 4-0 | Bolivia | Defensores del Chaco, Asunción                                   |                                                                  |
|           | Bareiro 10' · Osorio 13' · Insfran 18' · Arrúa 89' |     |         | Asistencia: 24 268 espectadores Árbitro(s): Alberto Tejada Burga | Asistencia: 24 268 espectadores Árbitro(s): Alberto Tejada Burga |

| 7-10-1973 | Argentina                          | 3-1 | Paraguay    | La Bombonera, Buenos Aires                       |                                                  |
|           | Ayala 32' (pen.) 57' · Guerini 89' |     | Escobar 22' | Asistencia: 70 000 espectadores Árbitro(s): Diaz | Asistencia: 70 000 espectadores Árbitro(s): Diaz |

### Grupo 3
| Equipo    | Pts.                     | PJ                       | PG                       | PE                       | PP                       | GF                       | GC                       | Dif.                     |
| --------- | ------------------------ | ------------------------ | ------------------------ | ------------------------ | ------------------------ | ------------------------ | ------------------------ | ------------------------ |
| Chile     | 2                        | 2                        | 1                        | 0                        | 1                        | 2                        | 2                        | 0                        |
| Perú      | 2                        | 2                        | 1                        | 0                        | 1                        | 2                        | 2                        | 0                        |
| Venezuela | Inhabilitado por la FIFA | Inhabilitado por la FIFA | Inhabilitado por la FIFA | Inhabilitado por la FIFA | Inhabilitado por la FIFA | Inhabilitado por la FIFA | Inhabilitado por la FIFA | Inhabilitado por la FIFA |

| 29 de abril de 1973 | Perú           | 2:0 (1:0) | Chile | Estadio Nacional, Lima                                      |                                                             |
|                     | Sotil 43', 62' |           |       | Asistencia: 44 438 espectadores Árbitro(s): Armando Marques | Asistencia: 44 438 espectadores Árbitro(s): Armando Marques |

| 13 de mayo de 1973 | Chile                      | 2:0 (0:0) | Perú | Estadio Nacional, Santiago                                |                                                           |
|                    | Crisosto 68' · Ahumada 71' |           |      | Asistencia: 69 881 espectadores Árbitro(s): Ramón Barreto | Asistencia: 69 881 espectadores Árbitro(s): Ramón Barreto |

#### Partido de desempate
Chile y Perú empataron en el marcador acumulado de sus enfrentamientos de ida y vuelta, por lo que el clasificado para el repechaje intercontinental se decidió en un partido de desempate disputado en Montevideo. Chile venció en este encuentro y accedió al repechaje.
| 5 de agosto de 1973 | Chile                   | 2:1 (1:1) | Perú         | Estadio Centenario, Montevideo                                    |                                                                   |
|                     | Valdés 45' · Farías 57' |           | Bailetti 39' | Asistencia: 57 993 espectadores Árbitro(s): Luis Gregorio da Rosa | Asistencia: 57 993 espectadores Árbitro(s): Luis Gregorio da Rosa |

## Estadísticas generales
| Equipo    | Ptos. | PJ | PG | PE | PP | GF | GC | Dif. | Rend.   |
| --------- | ----- | -- | -- | -- | -- | -- | -- | ---- | ------- |
| Argentina | 7     | 4  | 3  | 1  | 0  | 9  | 2  | +7   | 87,50 % |
| Uruguay   | 5     | 4  | 2  | 1  | 1  | 6  | 2  | +4   | 62,50 % |
| Chile     | 4     | 3  | 2  | 0  | 1  | 4  | 3  | +1   | 66,66 % |
| Paraguay  | 5     | 4  | 2  | 1  | 1  | 8  | 5  | +3   | 62,50 % |
| Colombia  | 5     | 4  | 1  | 3  | 0  | 3  | 2  | +1   | 62,50 % |
| Perú      | 2     | 3  | 1  | 0  | 2  | 3  | 4  | –1   | 33,33 % |
| Ecuador   | 2     | 4  | 0  | 2  | 2  | 3  | 8  | –5   | 25,00 % |
| Bolivia   | 0     | 4  | 0  | 0  | 4  | 1  | 11 | –10  | 00,00 % |

## Repesca intercontinental UEFA-Conmebol
Chile se clasificó para disputar la última media plaza correspondiente a la Conmebol. Para conseguir el pase final, se enfrentó a la Unión Soviética, representante de la zona UEFA y subcampeón de la Eurocopa del año anterior. El repechaje estaba previsto disputarse a doble partido, de ida y vuelta. La ida fue jugada en Moscú, quince días después del golpe de Estado que derrocó al gobierno socialista elegido de Salvador Allende, lo que aportó un ingrediente político al duelo. El resultado final fue un empate sin goles. La Unión Soviética se negó a jugar la vuelta en Santiago, manifestando su desacuerdo con el cambio político recientemente producido en Chile. La FIFA declaró el partido como victoria chilena 2-0 por walkover.
| 26 de septiembre de 1973 | Unión Soviética | 0-0 | Chile | Estadio Central Lenin, Moscú                                |  |
|                          |                 |     |       | Asistencia: 60 000 espectadores Árbitro(s): Armando Marques |  |

| 21 de noviembre de 1973 | Chile | 2-0 (W. O.) (Global 2-0) | Unión Soviética | Estadio Nacional, Santiago                                 |  |
| |       |                          |                 | Asistencia: 15 000 espectadores Árbitro(s): Erich Linemayr |  |
| Chile ganó por walkover, debido a que la Unión Soviética se negó a jugar el partido de vuelta en un estadio donde se torturaba y asesinaba a opositores políticos debido al golpe de Estado que Augusto Pinochet le dio a Salvador Allende. Debido a esto, la FIFA le dio el partido por ganado a Chile por 2 a 0. |       |                          |                 |                                                            |  |

## Clasificados
| Bandera de Argentina    | Bandera de Brasil       | Bandera de Chile        | Bandera de Uruguay      |
| ----------------------- | ----------------------- | ----------------------- | ----------------------- |
| Argentina               | Brasil Campeón vigente  | Chile                   | Uruguay                 |
| Clasificado: 07/10/1973 | Clasificado: 21/06/1970 | Clasificado: 21/11/1973 | Clasificado: 08/07/1973 |

## Goleadores
5 goles
- Rubén Ayala

3 goles
- Willington Ortiz
- Fernando Morena

2 goles
- Miguel Ángel Brindisi
- Washington Muñoz
- Adalberto Escobar
- Saturnino Arrúa
- Jorge Insfran
- Hugo Sotil
- Luis Cubilla

1 gol
- Oscar Fornari
- Carlos Guerini
- Raúl Morales
- Sergio Ahumada
- Julio Crisosto
- Rogelio Farias
- Francisco Valdés
- Ítalo Estupiñán
- Pedro Alcides Bareiro
- Juvencio Osorio
- Héctor Bailetti
- Denis Milar